# Mods (životni stil)
Mods (izvorno se govorilo modernist, kasnije se skratilo na mod) je pojava
supkulturnog pokreta koji se prvo pojavio u Londonu, Engleska 
kasnih 1950-ih i od tamo proširio i po ostalim europskim zemljama, pa i do Zagreba i Hrvatske
Značajni elementi mods supkulture bili su: modno odijevanje (najčešće se to 
odnosilo na odijelo šiveno po mjeri kod krojača), pop glazbu, a to je 
uključivalo: Afro-američku soul glazbu, jamajčansku ska glazbu, i britansku 
beat i R&B glazbu, te talijanske skutere. U to vrijeme počele su se proizvoditi i uzimati sintetske droge poput  amfetamina da bi se moglo plesati cijelu noć Od sredine 1960-ih u 
medijima se riječ  mods u širem smislu počela upotrebljavati da opiše bilo koju pojavu 
za koju se držalo da je popularna ili moderna ili se pak mislilo da pripada modernom 
vremenu.
Kasnih 1970-ih pojavio se pokret reobnove mods kulture, počelo je kao i 1960-ih iz Ujedinjenog kraljevstva da bi se kasnije proširilo do Sjevernoj Americi ranih 1980-ih, naročito po Južnoj 
Kaliforniji.

## Etimologija
Termin mods proizašao je iz riječi modernist, riječi koja je bila osobito popularna 
1950-ih naročito u svijetu jazz glazbenika i njihovih obožavatelja.
U vrlo popularnoj noveli iz 1959. Absolute Beginners, Colin MacInnes  opisuje modsa kao mladog ljubitelja jazz-a odjevenog po posljednjoj talijanskoj modi 
onoga vremena.

## Povijest pokreta
Po Dick Hebdigeu prapočetci mods supkulture bili su u okviru britanske radničke klase, u onom njezinom dijelu kome se dopadala talijanska moda i način života.

Mary Anne Long se s time ne slaže, po njoj su se modsi iznjedrili u židovskim višim 
slojevima i srednjem sloju Istočnog Londona
Po sociologu Simonu Frithu modsi imaju dublje korijene, još tamo u 1950-ih i pokretu 
beatnika i caffe bar kulturom u kojoj su sudjelovali polaznici umjetničkih škola i tako širili boemsku londonsku scenu.
U vrijeme modsa postali su popularni caffe barovi kao mjesta okupljanja mladih 
umjesto tradicionalnih britanskih pubova, koji su se uobičajeno zatvarali u 23 sata, 
nasuprot tome novootvoreni caffe barovi radili bi po cijelu noć. U njima su 
dominirali jukebox, u kojima su školarci slušali ispočetka jazz, blues i R&B 
glazbu, a kasnije beat.
Modsi su bili ljubitelji francuskih (novovalnih) i talijanskih (neorealističkih) umjetničkih 
filmova. Pravi mods rado je čitao talijanske magazine za kulturu stanivanja i odijevanja 
poput Domusa i Vogue.

### Kraj pokreta
Od ljeta 1966. mods scena počela se ubrzano rastakati. 
1970-ih su se počele širiti nove mode poput Psihodeličnog rocka i 
Hippy pokreta, i jednostavno izgurale modse sa scene. Dotadašnji čvrsti mods 
sastavi poput The Who i The Small Faces promijenili su svoje glazbene stilove i nisu se više deklarirali kao modsi.
Puno snažniji čimbenik za nestanak modsa s društvene scene bila je činjenica da je 
generacija iz 1960-ih odrasla i dobila djecu, te se više nisu mogli baviti - modiranjem i 
poziranjem po kultnim mjestima.

### Moda
Jobling i Crowley britanski novinari nazvali su mods supkulturu modom opsjednuti 
hedonistički kult mladih ljudi iz metropolitanskog Londona, koji su živjeli u 
novoizgrađenim predgrađima na jugu.
To je bila prva posljeratna generacija mladih britanaca iz 1960-ih koja nije morala 
potrošiti sve svoje novce (koje je zaradila studentskim poslovima) da pomogne svojim 
obiteljima, oni su ih mogli trošiti za vlastite prohtjeve. 
Tad su počeli nicati butici s modnom odjećom po Londonskim ulicama; Carnaby Street i Kings Road. Pojavili su se prvi modni dizajneri poput  Mary Quant (kreatorica prve mini suknje), i Johna Stephena koji je oblačio članove sastava The Small Faces.
Moda Modsa nastala je i kao reakcija na drugu značajnu supkulturalnu grupu rockerse. 
Rockersi su se odjevali u motorističke kožne jakne i 
naginjali američkom greaser (radničkom) izgledu, njihova kultura je bila kultura malih 
gradova i predgrađa.
Nasuprot njima modsi su nosili sofisticirana talijanska odijela (često bijela) s uskim 
reverima, odjeću od moher vune, tanke kravate, otkopčane okovratnike košulja, vunene 
(kašmir) veste na v izrez, kožnate špic cipele zvane winklepickers (kod nas su se zvale 
špičoke), kao Chelsea ili Beatle čizme, Clarksove pustinjske čizme, i frizure na 
francuski način, poput  Jean-Paul Belmondo. Modsi su za vožnju odabrali skutere (vespa je 
bila hit) jer se s njima moglo odjenuti odijelo i kravata.
Ženske modsice odjevale su se muškobanjasto, šišale na kratko, nosile hlače i muške 
košulje, niske cipele bez potpetica, upotrebljavale vrlo malo makeupa Svake godine 
su nosile sve kraće suknje  (od sredine 1960-ih), i tako izazivale bijes svojih majki. 
Vremenom se ženski mods stil komercijalizirao a manekenka Twiggy počela služiti kao 
primjer dobrog mods izgleda.
Britanska televizijska emisija Ready Steady Go!, voditeljice Cathy McGowan, 
pomogla je širenju mods kulture i glazbe do širokog auditorija.

### Klubovi, glazba, ples
Izvorni londonski modsi izlazili su u klubove koji su radili po cijelu noć kao što su bili; The Roaring Twenties, The Scene, La Discotheque, The Flamingo i The Marquee da čuju najnovije hitove, pokažu svoju najnoviju odjeću i isplešu se. Kako su se modsi širili po Britaniji rastao je i broj klubova u koji su mogli ići.

### Skuteri
Glavno prijevozno sredstvo jednog pravog modsa bio je skuter, najčešće je to bila 
talijanska Vespa ili Lambretta. Skuteri iz 1960-ih bili dovoljno jeftini a istovremeno su pružali dobar i ekonomičan način prijevoza za ono vrijeme.

### Sukobi između Modsa i Rockersa
Većina je na modse gledala kao na pomalo ženskaste tipove iz srednje klase koji se 
ponašaju snobovski, žele ostaviti dojam pameti a foliraju. Nasuprot njima na rockerse se 
gledalo kao na magupe i beznadno naivne tipove, opakog izgleda poput Marlon Brando 
iz filma Divljak s crnom kožnom i snažnim motorom.
I danas postoji polemika među sociolozima koliko su bili učestali sukobi tih dviju 
supkulturalnih grupa. Po britanskom istraživaču masovne kulture Dicku Hebdigeu, modsi i rockersi imali su vrlo malo dodira jer su dolazili iz dva različita svijeta, jedni iz Londona a drugi iz seoskih sredina, a birali su i sasvim različita mjesta za izlaske, jer imali su potpuno različite afinitete.
Ali je svejedno bilo mjesta gdje su se te dvije grupe susretale poput nogometnih utakmica, tako tvrdi britanski etnograf Mark Gilman
Novine su sukobe modsa i rockersa prenaglašavale i davale im katastrofične dimenzije.

## Modsi u našim krajevima
Iako to nije javno isticano, i u našim većim gradovima; Zagreb, Rijeka, Split, 
Osijek pojavile su se grupe koje su ličile na modse odnosno rockerse. Pojavila se i podjela (iako ne tako oštra) oko između izbora mjesta gdje se odlazi, što se nosi i što se 
sluša.
Zagrebački modsi išli su u Studentski Centar na ples, a rockersi u Tucman ili Vinko Jeđut. Modsi su se danju okupljali u Gajevoj kod hotela Dubrovnik ranih 1960-ih, da bi se sredinom 1960-ih prebacili u caffe bar Operu (u tadašnjoj zgradi Željpoh na Trgu Maršala Tita). Zagrebački modsi nosili su hlače s uskim nogavicama, a rockersi sa širokim, čak i s cvekima poput meksikanaca.

## Mods sastavi
- The Action
- Amen Corner
- The Animals
- The Birds
- The Creation
- Desmond Dekker
- The Jam
- The Small Faces
- Steampacket
- The Who
- The Kinks

## Vanjske poveznice
- The Scene  Arhivirana inačica izvorne stranice od 8. srpnja 2017. (Wayback Machine) (engl.)
- The Mod Scene Online (engl.)
- Mod-Pop-Punk-Archiv  Arhivirana inačica izvorne stranice od 12. kolovoza 2011. (Wayback Machine) (engl.)
- Škotski modsi, galerija slika  Arhivirana inačica izvorne stranice od 20. veljače 2009. (Wayback Machine)